# 蘭達瓦
49°54′47″N 34°59′24″E / 49.91306°N 34.99000°E
蘭達瓦（烏克蘭語：Рандава）是位於烏克蘭東部的村莊，由哈爾科夫州博霍杜希夫區的克拉斯諾庫特斯克市鎮負責管轄。該村始建於1850年，面積0.98平方公里，海拔高度135米，2001年人口26，人口密度每平方公里26.5人。